# Guido Maertens
Guido Maertens (Brugge, 21 februari 1929 - Roeselare, 14 september 2002) was een priester, hoogleraar, vicerector van de Katholieke Universiteit Leuven (KU Leuven) en campusrector van de Kortrijkse universiteitscampus KULAK.

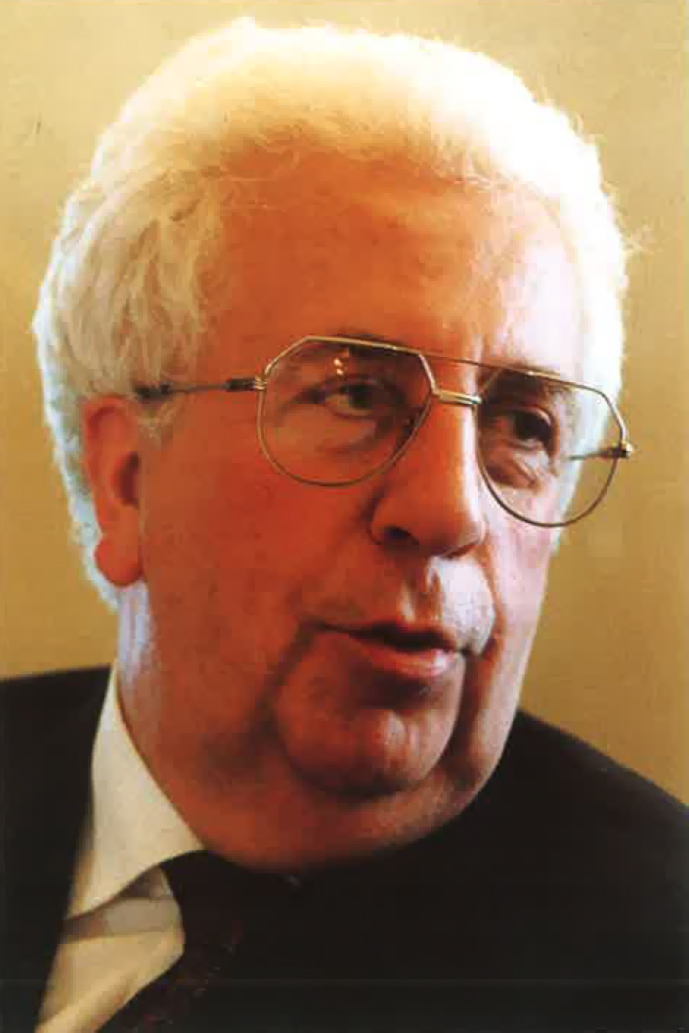
Monseigneur Guido Maertens.

## Jeugdjaren en studies
Maertens was de zoon van de provinciale ambtenaar Gustaaf Maertens en van Agnès Michielsens. Zijn ouders gaven hem de voornaam van de vereerde medeparochiaan Guido Gezelle. Hij had een broer Ignace en een zus Lutgardis. Hij doorliep de lagere school in het Sint-Leocollege en de oude humaniora in het Sint-Lodewijkscollege. Hij deed vervolgens zijn intrede in het Brugse seminarie, waar hij de twee jaar filosofie en de vier jaar theologie doorliep. Hij behaalde tevens in Leuven het diploma van kandidaat in de geschiedenis en het licentiaat klassieke filologie (1956). Daarop bereidde hij zich voor op het doctoraat in wijsbegeerte en letteren dat hij in 1959 behaalde met een proefschrift getiteld: 'De dynamische innerlijkheidsleer van Augustinus'.
In 1953/54 had Maertens te kampen met gezondheidsproblemen en moest hij verschillende maanden in de kliniek verblijven om van een longaandoening te genezen. Op 13 maart 1954 werd hij priester gewijd. In 1956-57 ging hij in het kader van zijn doctoraat, aan de Sorbonne studeren. Daarop werd hij leraar aan de normaalschool in Torhout (1957-1961), ondertussen zijn doctoraat verder voorbereidende. Het academisch jaar 1961/62 bracht hij door in Toronto aan het Pontificaal Instituut voor Middeleeuwse Studies, waar onder meer professor Etienne Gilson doceerde.

## Vicerector in Leuven
Bij zijn terugkeer en terwijl hij als aalmoezenier deelnam aan een ziekenbedevaart naar Lourdes, werd in augustus 1962 zijn onverwachte benoeming aangekondigd. De organisatie en verdeling volgens taalgemeenschappen van de universiteit in Leuven was het voorwerp geweest van heel wat discussie. De onlangs benoemde rector, Mgr. Albert Descamps, ging over tot een doorgedreven splitsing van de unitaire structuur, waarbij alle functies (algemeen beheerder, vice-rector, enz.) ontdubbeld werden. Guido Maertens was pas 33 en werd tot vicerector benoemd. Zijn collega aan Franstalige zijde werd Mgr. Joseph Devroede (1915-1989). Dezelfde dag van zijn benoeming tot vicerector werd Maertens erekanunnik van de Brugse kathedraal en huisprelaat van Zijne Heiligheid de Paus. Aangezien de Franstalige vicerector (voordien in Rome rector van het Belgisch College) een monseigneur was, kon men aan Vlaamse zijde niet achterblijven.
Was de functie van vicerector in Leuven nooit een sinecure, dan werd ze in de jaren zestig een heel zware opgave. In die jaren werd de studentenbevolking mondiger en eiste méér inspraak in het reilen en zeilen van hun Alma Mater. Het waren ook de woelige jaren die zouden leiden tot de splitsing van de universiteit en het vertrek uit Leuven van de Franstalige afdeling, die in Louvain-la-Neuve een volledige nieuwe zelfstandige universiteit tot stand bracht. Voor het zo ver was, waren er verschillende jaren van onrust en demonstraties geweest, waarbij de vicerector naar best vermogen de orde en tucht moest zien te bewaren, zonder de gemoederen door te strenge maatregelen nog verder op te hitsen.
Later haalde Maertens in allerlei publicaties herinneringen op aan de studentenrevoltes en aan de versnelde evolutie die toen de samenleving aangreep. Hij had drie conclusies bereikt die zijn handelen bepaalden binnen zijn Alma Mater: haar unitair karakter was onhoudbaar geworden, haar katholiek karakter was aan herdefiniëring toe en haar autoritaire structuur moest wijken voor een participatieve. In de onvermijdelijke evolutie en aan de beslissingen die moesten genomen worden heeft Maertens een substantiële bijdrage geleverd.
Vanuit zijn bestuurlijke zowel als professorale functies onderhield Maertens talrijke internationale contacten en bezocht hij universiteiten in heel wat landen (Europa, Noord- Centraal- en Zuid-America, Japan, enz). De contacten gaven aanleiding tot allerhande uitwisselingen en initiatieven. Zo was Guido Maertens de promotor voor het eredoctoraat dat op 2 februari 1980 werd verleend aan Óscar Romero, aartsbisschop van El Salvador, zes weken voor hij vermoord werd.

## Campusrector in Kortrijk
Na tien jaar vicerectoraat werd het tijd voor een nieuwe opdracht. In 1965 had Leuven de vergunning gekregen om in Kortrijk een campus op te richten waar enkele kandidaturen zouden worden onderwezen. De afdeling kwam moeizaam van de grond en de rector van Leuven, Pieter De Somer, besliste in 1971 dat Maertens de aangewezen man was om de jonge campus uit te bouwen. Twintig jaar lang, tot eind juli 1991, zou hij hieraan zijn beste krachten wijden. De opdracht was niet simpel. Met een handvol residerende pioniers, aangevuld met een brede schare 'pendelaars' uit Leuven, slaagde hij erin voor deze campus een eigen plaats te creëren in het universitaire landschap.
Het vertrek naar Kortrijk betekende geen breuk met Leuven, aangezien Maertens lid bleef van de leidende organen: de Raad van Beheer, de Academische Raad en het Bureau van deze Raad. Op die wijze kon hij ten beste de belangen en noden van de nieuwe afdeling behartigen binnen het algemene kader.

## Hoogleraar
Maertens was niet alleen organisatorisch aan de universiteit verbonden. Hij werd ook benoemd tot voltijdse hoogleraar en bleef dit tot aan zijn emeritaat in 1994. Hij doceerde 'Geschiedenis van de antieke Wijsbegeerte' en 'Ethiek' aan het Hoger Instituut voor Wijsbegeerte in Leuven. Aan de campus Kortrijk gaf hij 'Ethiek' aan de studenten Rechten en Letteren en 'Medische ethiek' aan de studenten Geneeskunde. Hij stond ook mee aan de wieg van het 'Overlegcentrum voor Ethiek' en van het driemaandelijks tijdschrift 'Ethische Perspectieven'.
Daarnaast publiceerde hij tientallen artikels over actuele ethische problemen, zoals contraceptie, abortus en euthanasie. De moeilijke balans tussen de principiële houding van een katholieke priester en filosoof enerzijds en de maatschappelijke evolutie en de geneeskundige vooruitgang anderzijds, leidden hem tot duidelijke en genuanceerde stellingnamen. Rond de actuele probleemkwesties ging hij zijn ideeën verkondigen tot ver buiten de muren van de universiteit, in honderden conferenties en tijdens optredens voor radio of TV. Hij was een zeer gevraagde en geapprecieerde spreker, zowel omwille van de duidelijkheid en de helderheid waarmee hij zijn uiteenzettingen hield als voor het feit dat hij dit ook gevat kon doen en gekruid met een vleugje humor.
Maertens was niet afkerig van ludieke activiteiten. Zo werd hij Ridder in de Orde van 't Manneke uit de Mane. Ook met de studenten kon hij de humoristische toer opgaan, zonder de waardigheid van zijn functies geweld aan te doen. Hij was de oprichter en de spil van een vereniging genaamd 'De Macecliers', die de in het Kortrijkse wonende Bruggelingen samenbracht.

## Levenseinde
In 1993 werd hem in Kortrijk de 'Groeningeprijs' toegekend voor zijn verdiensten als uitbouwer van de Kortrijkse universiteit. In zijn geboortestad Brugge verleende de vereniging Bruggelingen buiten Brugge hem in 1994 zijn Maurits-Sabbeprijs. Hij was anderzijds ook Commandeur in de Orde van het Heilig Graf van Jeruzalem.
Na zijn emeritaat bleef Maertens actief met het geven van conferenties en het schrijven van artikels. Hij hield vooral het contact met tientallen families, voor wie hij als een soort pastoor-zonder-parochie optrad en officieerde bij dopen, huwelijken of uitvaarten, terwijl hij bij problemen met raad en daad ter beschikking stond. Hij ondersteunde initiatieven zoals de Universiteit van de Derde Leeftijd, Probus en andere. Vriendschap, convivialiteit, de genoegens van het samenzijn, stonden bij hem hoog aangeschreven.
Begin 2002 deelde hij terloops aan zijn vrienden mee dat hij kanker had en nog maar enkele maanden te leven had. Hij spande zich in om te genezen, maar besefte dat de ziekte hem te machtig was. Hij bracht zijn laatste levensdagen biddend en lezend door in de Heilig-Hartkliniek in Roeselare, waar hij rustig in zijn slaap overleed. Enkele dagen later werd hem in Kortrijk een prinselijke uitvaart voorbehouden. Hij werd begraven op het Kortrijkse Sint-Janskerkhof.

## Publicaties
- Augustinus over de mens, Brussel, 1965.
- Universiteit en levensbeschouwing, 1979.
- Crisis en vernieuwing. Beschouwingen over het waardenprobleem in onze tijd, 1982.
- Universiteit in de tussentijd, 1986.
- Ethische perspectieven, 1992.
- Een goed mens zijn zonder God ?, 1999.

### over Guido Maertens
- Liber amicorum Guido Maertens, Kortrijk, 1993.
- Fernand BONNEURE, Guido Maertens, in: Lexicon van West-Vlaamse schrijvers, Deel 3, Torhout, 1986.
- Johan VERSTRAETEN, (edit), Etiek en politiek. Huldeboek voor Mgr Guido Maertens, Leuven, 1995.

### over de KULAK
- Lode WILS De afdeling Kortrijk van onze universiteit in volle expansie, Onze Alma Mater, 24 (1970), blz. 148-155.
- Katholieke Universiteit Leuven Campus Kortrijk, Leuven, 1975. (naar aanleiding van de tiende verjaardag van de Kulak).
- I. CASSELMAN, De lange weg naar Kortrijkse kandidaturen: universitaire expansie 1957-1965, onuitgegeven licentiaatsverhandeling, Katholieke Universiteit Leuven, departement Geschiedenis, 1985.
- De universiteit te Leuven 1425-1985, Leuven, 1988.
- M. JANSSENS, Vijfentwintig jaar KULAK. Een retrospectieve, Onze Alma Mater, 44, 1990.
- J. TOLLEBEEK & L. NYS (red.), De stad op de berg, Leuven, 2005.
- Saartje VAN DEN BORRE, Toga’s van ‘t Hoge. Geschiedenis van de Leuvense universiteit van Kortrijk, Kortrijk, 2015.

- Bibliothèque nationale de France: cb12401792s (data)
- Digitale Bibliotheek voor de Nederlandse Letteren: maer017
- International Standard Name Identifier: 0000 0001 2037 0525
- Library of Congress Control Number: n93117011
- Nationale Bibliotheek van Israël: 987007281118405171
- Nederlandse Thesaurus van Auteursnamen: 069202532
- Système universitaire de documentation: 067052673
- Virtual International Authority File: 36135167
- WorldCat: E39PBJjRYRKWK6Y6FjrtpXf6rq